# Ricardo Flórez
Ricardo Flórez Gutiérrez de Quintanilla (Lima, Perú, 7 de mayo de 1893 - Tomayquichua, 20 de octubre de 1983) fue un pintor peruano. 

## Biografía
Ricardo Flórez nació el 7 de mayo de 1893 en la ciudad de Lima. Sus padres fueron el doctor Ricardo Lorenzo Flórez Gavino y la señora María del Carmen Gutiérrez de Quintanilla Flores.
Ingresó en la Escuela Nacional de Bellas Artes de Lima, donde fue discípulo de Teófilo Castillo y Daniel Hernández, quienes fueron los primeros que lo familiarizaron con la técnica paisajista, a lo cual él añadió el estudio de la luz, propia de los paisajes andinos que se dedicó a observar.
Posteriormente fue nombrado profesor de la Escuela de Bellas Artes. Desde sus inicios su tema focal fue el paisaje, usando para ello primero la técnica del impresionismo, que después terminará en el uso del puntillismo. En sus tantas búsquedas sobre paisajes, terminará asentándose en Tomayquichua (Huánuco), donde finalmente residirá hasta su muerte, el 20 de octubre de 1983.

"Era el año de 1913, un joven limeño de familia acomodada, estudiante universitario de 20 años de edad (...) había llegado a Tomayquichua, allí se reencontró con una hermana y a la vez descubrió su libertad espiritual" 

Desde 1944 asentó su lugar de trabajo en la localidad de Tomayquichua, dedicado a pintar paisajes y tipos de la zona. Es quizá el único pintor peruano que ha practicado en sentido estricto el estilo puntillista. Expuso en Lima desde 1917, en Los Ángeles (1925 y 1939), Sevilla (1925), Viña del Mar (1937 y 1946), y Nueva York (1942).
Según la versión de Sabino Springett, quién lo conoció personalmente, Flórez realizaba sus investigaciones utilizando dos telas de la misma dimensión, que eran trabajadas simultáneamente utilizando el mismo tema, la misma técnica y colores. Para demostrar ciertos cambios en las telas una era puesta a la intemperie, mientras la otra permanecía en el interior del taller. Luego de dos meses comparaba las telas, advirtiendo los cambios en el color por los efectos de la luz y los cambios de temperatura.
Su primera exposición fue en el año de 1917, en la Casa Brandes, dentro de una muestra colectiva:

"Ricardo Flórez es la versión pictórica del "Embrujo de Tomayquichua" de Lopéz Albújar. Desde muchos años vivió en el pequeño pueblo de Tomayquichua, célebre por la belleza de sus mujeres, aunque en el caso de Flórez según propias expresiones, el hechicero ha sido el propio pueblo, con su inefable belleza natural, fuente inagotable de su longeva inspiración".

Dice Carlos Rodríguez Saavedra que Flórez sintió el llamado nativo desde los años veinte, pero supo mantenerse al margen del indigenismo estricto, que preconizaba su coetáneo José Sabogal. Flórez afirma que él encarna en nuestro medio la versión tardía del impresionismo.
El paisaje que representa, en especial el de Tomayquichua, no está tratado en su aspecto, sino en su análisis:

"(...) los colores que crea el sol, la luz, el aire, donde la sombra de los objetos no es una mera oscuridad de grises o negros, sino que están llenos de color (...)"

En 1932, José Sabogal lo nombra profesor de la Escuela de Bellas Artes de Lima. En esa época pintó retratos, desnudos y figuras humanas. Fue compañero de Camino Brent, Julia Codesido, Camilo Blas y de los indigenistas de entonces, con quienes coincidía con la temática, además, de la amistad que los unía, en palabras de Torres Vera.
Tomayquichua fue, después de que la crítica lo acabará de tildar de un artista demasiado sencillo y de pobre técnica, un punto de apoyo a su trabajo, reflejándose su manera romántica en el uso de una gran gama de colores:
Sus obras más importantes de este largo periodo de viaje son:
"Mariacha", "A Orillas del Huallaga", "Portada de una Hacienda Trujillana", "Paisaje de Huánuco", "Carretera de Caña", "Cofradía de los Negritos", "La Tomayquichuina", "Panorama de Armatanga", "Calle de Tomayquichua", entre otros.
Fuera de ellas, abunda los paisajes de su época en la ENBA, sus salidas a las playas con sus colegas, porque después toda su obra se basa en Tomayquichua, incluso sus propios restos descansa en el pequeño cementerio de Tomayquichua. Su casa ahora es un museo local.
Durante la década de 1970 mantuvo un intercambio epistolar con el pintor e intelectual Felipe Cossío del Pomar, a quien conocía de tiempo atrás. Este epistolario, donado por la familia del segundo a la municipalidad de Piura, constituye un testimonio de las ideas estéticas de Flórez: las tensiones entre lo local y lo internacional, la tradición y la modernidad, o sobre el papel del arte en la sociedad contemporánea.
Flórez fue ajeno a lo del Indigenismo como movimiento, pues no estuvo dentro de un mercado de promoción, solo prefirió explorar para mejorar su técnica y sus propias teorías, que lejos de querer identificar el problema de un indigenismo como protesta social, fue una sublimación de los caracteres de un mundo local que hizo suyo.